# Jaime Silva (football)
Jaime Silva Gómez, né le 10 octobre 1935 à Bogota en Colombie et décédé le 25 avril 2003 à Tarragone en Espagne, était un joueur de football international colombien, qui évoluait au poste de milieu de terrain, avant de devenir ensuite entraîneur.

## Biographie

### Carrière de joueur

#### Carrière en club
Avec les clubs de Santa Fe et de l'Unión Magdalena, il remporte trois titres de champion de Colombie.

#### Carrière en sélection
Avec l'équipe de Colombie, il joue 11 matchs (pour aucun but inscrit) entre 1957 et 1963[réf. nécessaire]. 
Il figure dans le groupe des sélectionnés lors de la Coupe du monde de 1962. Lors du mondial organisé au Chili, il joue un match contre l'Uruguay.
Il participe également aux Copa América de 1957 et de 1963.

## Palmarès
| Santa Fe - Championnat de Colombie (2) : - Champion : 1958 et 1960. - Vice-champion : 1963. |  | Unión Magdalena - Championnat de Colombie (1) : - Champion : 1968. |